# Артемиево-Веркольский монастырь

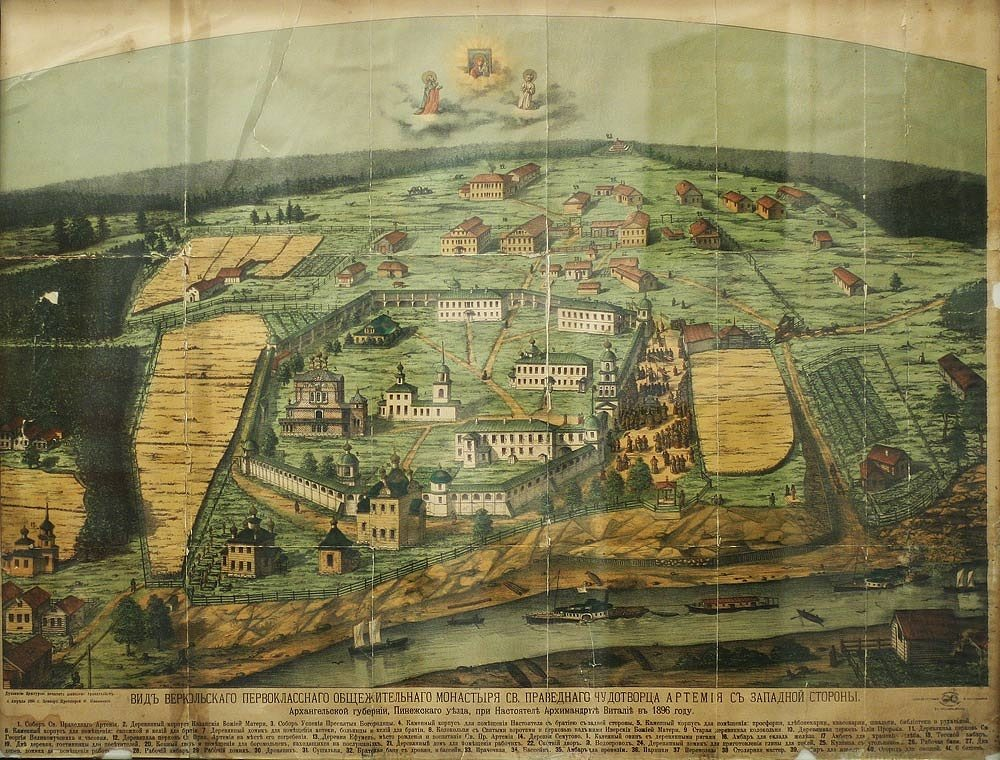
Вид Веркольского монастыря в 1896 году.

Арте́миево-Ве́ркольский монасты́рь — мужской православный монастырь Архангельской епархии Русской православной церкви, расположенный в посёлке Новый Путь Пинежского района Архангельской области.

## История

### Предыстория
Территория к востоку от Северной Двины в старину называлась Заволочьем, в котором обитали племена финно-угорской группы, называемые чудью. Эти, богатые зверьём и «прочими узорочьями» земли стали территорией, подвергавшейся русской, главным образом, новгородской колонизации. Христианство здесь стало насаждаться в XII веке, хотя и в XVI веке в глухих уголках продолжало существовать «идолопоклонство», к которому склонялось местное население «поганых» (то есть язычников — латинское слово paganus в переводе на русский означает «идолопоклонник»). Против них направлялись колонизаторами специальные экспедиции с целью обращения в христианство.
О прежних жителях, либо исчезнувших, либо обрусевших, говорят топонимы рек и поселений, как то: Веркола, Покшеньга, Явзора и т. п. В XIV веке новгородцы здесь начали сталкиваться с «низовой колонизацией» из Московского княжества — шедшей через Вологду по Сухоне, Северной Двине и Вычегде. Новгородцы давали «погостье и корм» ватагам великих князей.
В 1471 году все земли, принадлежавшие ранее Господину Великому Новгороду, считавшемуся на Западе самым восточным ганзейским городом, переходят под власть московских князей с их ориентацией на Восток.
Заволочье стало территорией, свободной от феодального гнёта, а также местом для искавших «тишины и душевного спасения».
С 1614 года здесь создаётся Кеврольское воеводство.

### Создание монастыря
Около 1635 года на пожертвованные Кеврольским воеводой Афанасием Пашковым средства, в благодарность к Святому праведному отроку Артемию Веркольскому за исцеление сына Иеремии от смертельной трясучей болезни, в лесу, поблизости от села Веркола, на месте обретения в 1577 чудотворных мощей св. Артемия Веркольского была выстроена церковь во имя св. праведного отрока Артемия.

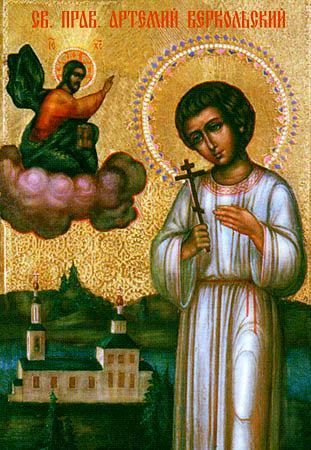
Св. праведный Артемий Веркольский

Церковь была богато украшена и ограждена оградой. Для служения при церкви были устроены кельи для монашествующих здесь тогда иноков: иеромонаха Ионы и иеромонаха Рафаила (в миру Родион Макарьин), назначенного епархиальным начальством по просьбе Афанасия Пашкова настоятелем образованной обители.
Однако деревянный храм просуществовал недолго — он сгорел до основания ранее, чем воевода успел осуществить своё намерение перенести туда нетленные мощи св. Артемия, хранившиеся в это время в Верколе в приходской церкви св. Николая Чудотворца. В 1639 году в результате сильного пожара церковь св. Николая сгорела, но мощи успели вынести. Жители Верколы не хотели расставаться с чудотворными мощами и передавать их в новопостроенную неподалёку обитель. Над мощами была выстроена небольшая часовня, в коей они хранились в течение 10 лет за неимением средств на постройку новой приходской церкви.
Обитель же, также лишившись своего храма, однако, не прекратила своего существования. Кельи и ограда вокруг сохранились невредимыми от пожара, и насельники продолжали жить при ней, молясь Господу и св. угоднику Его праведному Артемию, прося благодатной помощи.
В 1647 году в обитель из Москвы пришло письмо от воеводы Афанасия Пашкова с известием о назначении государем Алексеем Михайловичем в обитель жалования и о построении новой церкви в монастыре. В течение 2 лет была построена церковь, а 17 ноября 1649 года туда были со всеми почестями перенесены мощи святого Артемия. В 1650 г. в монастырь была прислана пожалованная государем Алексеем Михайловичем различного рода церковная утварь, богослужебные книги, священнослужительские облачения и 4 колокола.

### Монастырь в XVII—XIX веках
Милостями российских государей и усердиями значительного числа паломников, стекавшихся в монастырь на поклонение святым мощам, обитель в короткое время пришла, по сравнению со своим начальным положением, в цветущее состояние. Однако в 1695 году пожар, возникший от неизвестной причины, при сильном ветре быстро уничтожил церковное здание и все в нём находящееся. Уцелели только 4 колокола и чудом сохранилась рака с мощами святого Артемия, оказавшаяся под осыпавшейся с потолка землей, что и уберегло её от огня.
По указу Архиепископа Холмогорского и Важского Афанасия 7 июня 1695 года святые мощи были перенесены в теплую монастырскую церковь, а на месте сгоревшей церкви начата постройка новой холодной во имя св. праведного отрока Артемия деревянной церкви. 4 июня 1701 года мощи были перенесены во вновь построенную холодную церковь, а 23 июня (6 июля) 1713 года в день памяти отрока были перенесены из холодной в новую теплую с трапезой церковь, устроенную в монастырской ограде. 9 декабря 1789 года эта церковь сгорела во время пожара, и мощи были перенесены обратно в холодную, где и почивали до устройства каменного храма.
Архиепископ Архангельский и Холмогорский Вениамин, посетив 1 января 1778 года монастырь, дал благословение на постройку каменной церкви во имя праведного Артемия чудотворца Веркольского с двумя приделами: во имя Святителя Николая чудотворца и отрока Артемия. 23 сентября 1785 года была совершена закладка каменной церкви, и к 1806 году она была достроена полностью.
22 января 1806 года при многочисленном стечении народа и духовенства в новый каменный храм были перенесены мощи св. Артемия.

### Упадок обители
С изданием Екатериной II Манифеста о секуляризации монастырских земель в 1764 году, многие монастыри обеднели. Не имея поддержки, кроме 300 руб. в год ассигнациями от «милости царския», Веркольская обитель пришла в упадок. Стало недоставать церковных одежд, свечей, масла. Несколько неурожайных лет привели монастырь к совершенному падению. В эти годы численность братии сократилась до 4-5 человек. Иногда за неимением священнослужителей некому было совершать службу. Жилищные корпуса обветшали и монашествующим негде было жить. После пожара, опустошившего монастырь в 1842 году, он был отнесен к числу заштатных.

### Второе рождение
В 1848 году братия монастыря получает в качестве пожертвования по почте от графини Анны Алексеевны Орловой-Чесменской из графского рода Орловых 5 тысяч рублей на содержание обители. Это спасает монастырь от закрытия. Тут же началась ежедневная усерднейшая служба. Обитель стала восстанавливаться, увеличиваться братством.
В 1860 году для возобновления обители епархиальное начальство назначило в качестве устроителя Веркольского монастыря тогдашнего настоятеля Свято-Троицкого Антониево-Сийского монастыря иеромонаха Иону, бывшего долгое время смотрителем подворья Соловецкого монастыря в Архангельске. О. Иона был в хорошем знакомстве со многими благотворителями, которые отозвались на просьбу помочь порученному ему обедневшему монастырю. В обитель стали поступать пожертвования. Был заложен на каменном фундаменте большой двухэтажный деревянный корпус для помещения настоятеля и братии. Настоятель Иона обращал большое внимание на нравственность жившей с ним братии.
Скоро численность насельников монастыря возросла до 15 человек, в числе которых были ремесленники, художники, чтецы и певцы. За свои труды Иона был удостоен сана игумена. В 1861 году он по распоряжению духовного начальства отбыл в один из монастырей в центральной России.

### Расцвет обители. Игумен Феодосий
В июле 1861 года новым настоятелем был назначен монах из Кожеозерской пустыни Феодосий (Орехов), возведенный сначала в сан иеромонаха, а впоследствии игумена. Феодосий едва застал в монастыре 5 человек братии (остальные почему-то ушли со старцем Ионой). Он первее всего обратил своё внимание на нравственность, которую считал «превыше всего и даже душою всего братства» и сам стал подавать братии во всем пример. К Феодосию по содействию епископа Архангельского Нафанаила стала сходиться в обитель все более ревностная и набожная братия.
В 1865 году в монастыре игуменом Феодосием был введен строгий церковный общежительный устав по образцу устава Коневской обители. Игумен Феодосий особенно любил и принимал в монастыре странников и каждому нуждающемуся давал необходимое: белье, обувь, одежду, многим помогал деньгами. Слава о Веркольской обители и щедром настоятеле-подвижнике распространялась быстро. От благотворителей стали приходить крупные пожертвования. Это дало настоятелю возможность распорядиться большею частью средств на строительные нужды монастыря.

Настоятель Веркольского монастыря с 1861 по 1885 год, Феодосий.

Был достроен начатый настоятелем Ионой деревянный двухэтажный корпус. В связи с увеличением численности братства был построен ещё один деревянный братский корпус на каменном фундаменте с двумя мезонинами, гостиница, баня. В каменной церкви св. Артемия был восстановлен пострадавший от пожара 1842 года главный иконостас. В обоих приделах церкви в 1866 и 1867 гг. были сделаны два новых иконостаса со вновь написанными иконами. Стены храма расписали живописью.
В 1867 году в связи с быстро возраставшей братией был заложен большой двухэтажный на каменном фундаменте деревянный корпус для трапезы и келий с церковью во имя Пресвятой Богородицы Казанской.
В конце 1867 года по благословению епископа Архангельского Нафанаила на месте преставления св. отрока Артемия в двух верстах от монастыря была построена новая деревянная часовня. Вскоре на пожертвованные средства она была обращена в храм с алтарем, трапезою и колокольней.
В период с 1869 по 1879 год вокруг монастыря была построена широкая каменная стена с величественной 30-метровой колокольней над главными вратами. В 1876 году в колокольне был устроен храм в честь Иверской Божией Матери.
В период с 1878 по 1881 года внутри обители строится двухэтажный каменный корпус для монастырских служб.
Для облегчения доставки воды с реки в 1879 году игумен Феодосий соорудил водопровод из лиственницы, забирающий воду из болотистой местности в 700 метрах от обители.
За свои труды и заслуги в восстановлении почти разрушенного монастыря Феодосий был возведен в 1882 году в сан архимандрита. Получал почётные награды за свою подвижническую деятельность: 1869 год — награждён наперсным крестом от Священного Синода; 1872 год — орденом св. Анны третьей степени; 1872 год — орденом св. Анны второй степени.
В ночь с 21 на 22 апреля 1885 года на 56 году жизни архимандрит Феодосий скончался. Погребен он близ алтаря с южной стороны каменного храма св. праведного Артемия.

### Первоклассный монастырь
В 1886—1887 годы при настоятеле архимандрите Ювеналии (настоятель с 1886—1888 гг.) на каменную колокольню были подняты колокола весом 258 пудов 13 фунтов (4200 кг.) и двух колоколов весом 127 и 31 пудов (2080 кг и 507 кг.). В тех же годах на соборной колокольне были установлены башенные часы.
В 1887 году мощи святого Артемия торжественно переложены из деревянной в серебряную раку.
В 1889—1891 годы при настоятеле игумене Виталии (настоятель в 1888—1900 гг.) возводится двухэтажный каменный корпус с помещением для настоятеля, канцелярии и братских келий.
В 1890 году Веркольский монастырь, как выдающийся среди монастырей Архангельской епархии и имеющий возможности содержать большое число братии, был указом Священного Синода обращён в Первоклассный общежительный монастырь.
В 1891—1897 годы завершилось возведение грандиозного двухэтажного каменного Успенского собора с висячей галереей вокруг собора для крестных кодов, великолепным внутренним убранством, золоченым иконостасом и иконами в строго-византийском стиле. Верхний храм освящен в честь Успения Божией Матери, нижний — в честь Рождества Христова.
В 1907—1909 годы — возведение при настоятеле архимандрите Антонии (настоятель в 1904—1907) трапезного трехэтажного корпуса с церковью Казанской Божией Матери.
С 1908 по 1919 годы обитель существует под настоянием епископов: Варсонофия (1908—1917) и Павла (1917—1919).
К началу XX века обитель имела в составе братии 60 иноков, из них 22 священноинока, одного облаченного в великую схиму, 12 человек, постриженных в рясофор и до 100 трудников. Всего до 200 человек братии.

## Веркольская обитель и святой праведный Иоанн Кронштадтский

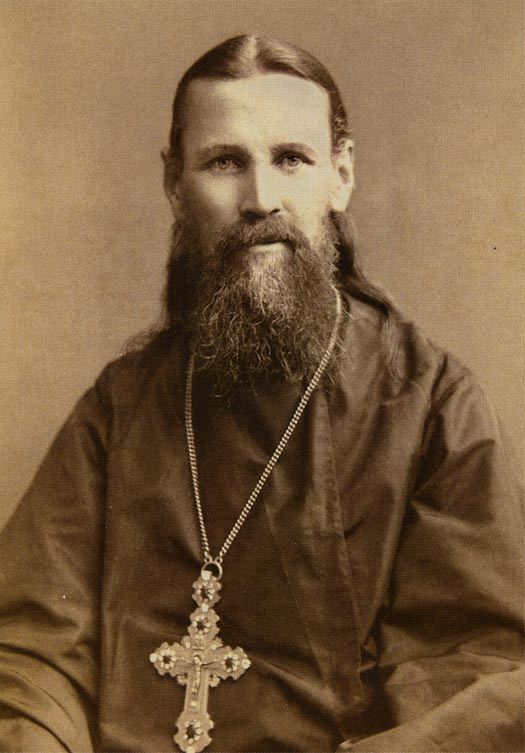
Иоанн Кронштадтский

Как известно, в 50-ти километрах от Верколы выше по реке Пинеге находится село Сура — родина святого праведного Иоанна Кронштадтского. Иоанн Сергиев ещё отроком часто посещал Веркольский монастырь, когда отправлялся каждый год из дому в Архангельское духовное училище. Иоанн Кронштадтский, будучи уже уважаемым священником, ежегодно при посещении родной Суры (обычно на пароходе) останавливался в монастыре на ночлег.
15 июня протоиереем Иоанном Кронштадтским в служении с прочим духовенством был освящен нижний храм Успенского Собора в честь Рождества Христова. Он немало способствовал украшению обители, ежегодно жертвуя на это суммы денег, часто посылал в дар церковную утварь.
В 1892 году на его средства в храме св. праведного Артемия над мощами отрока был устроен вызолоченный балдахин и новый катафалк.

## Монастырь в XX веке

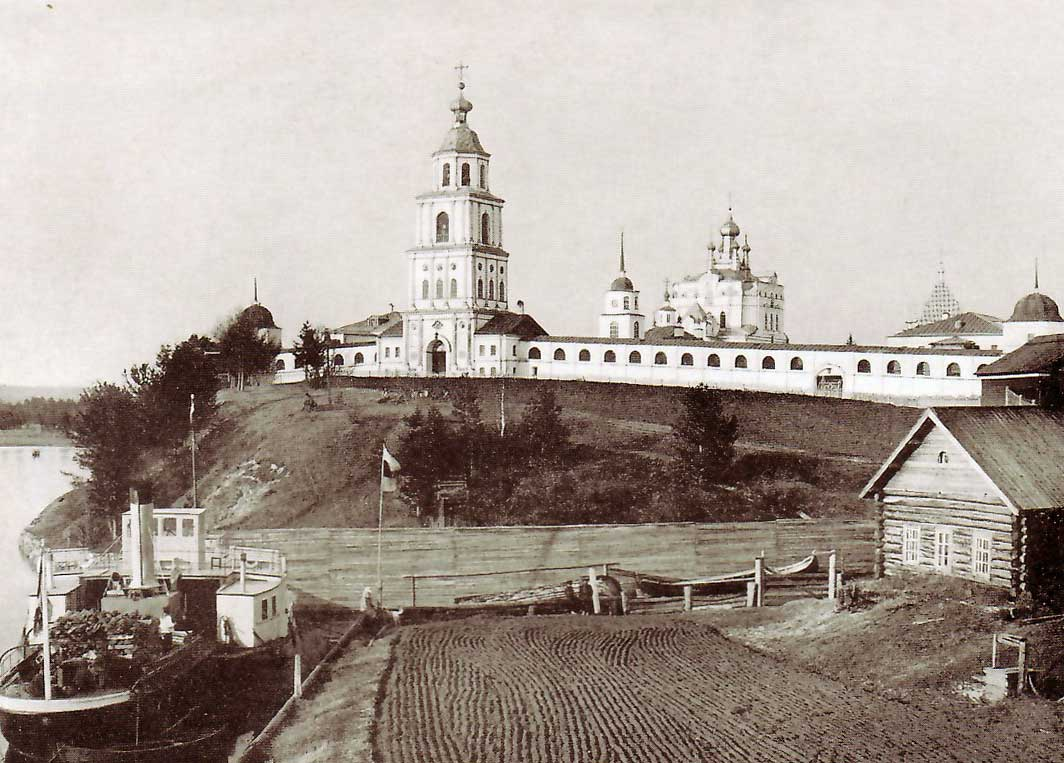
Ансамбль Веркольского монастыря. Конец XIX века

Последним настоятелем Веркольского монастыря до его закрытия стал епископ Павел (Пётр Андреевич Павловский). В 1917 году он был хиротонисан в епископа Пинежского, викария Архангельской епархии. В 1920 году решением Священного Синода назначен исполняющим обязанности епископа Архангельского и Холмогорского. В этом же году арестован, впоследствии умер в заключении в 1937 году. Наместником Веркольского монастыря при епископе Павле был иеромонах Евгений.
Братство обители составляло 185 человек.
В конце ноября 1918 года в монастырь прибыл отряд красноармейцев. Часть братии ушла в другие монастыри. Тех, кто остался, расстреляли, а тела сбросили в Пинегу. В декабре 1918 года в обитель приехала особая комиссия по вскрытию мощей. 20 декабря 1918 года при вскрытии сундука с мощами был обнаружен обыкновенный уголь, перегорелые гвозди и мелкий кирпич. Признаков костей не оказалось.
Колокола с колокольни были все сняты и погружены на плоты, но при переправе их на другой берег плоты затонули. Колокола не найдены до сих пор и, вероятно, лежат на дне Пинеги.
Монастырский архив и древние рукописи были вывезены по распоряжению центрального аппарата НКВД в Губернский архив Архангельска.
Церковные книги и иконы были все вынесены из храмов и сожжены на берегу реки. Часть икон местные жители разобрали по домам, некоторые из них возвращены сейчас обратно в монастырь.
В разное время в монастырских зданиях располагались уездный комитет партии, госпиталь для красноармейцев, поселковая коммуна, детский дом, интернат для детей с отклонением в развитии и общеобразовательная школа.
За 70 лет монастырь был сильно разграблен. От иконостаса в Успенском соборе не осталось практически ничего. Полностью разобрана на кирпичи стена, развалена колокольня, возвышавшаяся над вратами. Уничтожены купола и кресты.

## Возрождение монастыря
Своим возрождением обитель прежде всего обязана Людмиле Владимировне Крутиковой, вдове писателя Фёдора Абрамова, которого всегда волновала проблема духовного возрождения России и восстановления монастырей.
В 1989 году Людмила Владимировна от имени Веркольской православной общины, созданной активистами села, направила три письма: председателю Совета Министров РСФСР Александру Владимировичу Власову, Патриарху Московскому и Всея Руси Пимену и в Совет по делам религий. Благожелатели помогли, чтобы письма дошли до адресатов.
Совет по делам религии Совета Министров СССР на заседании 19 марта 1989 года зарегистрировал религиозную общину РПЦ в деревне Веркола Пинежского района Архангельской области с передачей ей здания церкви св. Артемия Праведного для молитвенных целей.
Весной 1990 года пришло известие о передаче Веркольского монастыря в распоряжение Русской Православной Церкви.
25 декабря 1991 года Священный Синод принял решение об открытии Артемиево-Веркольского мужского монастыря.
В апреле 1992 года монастырь зарегистрирован областным собранием депутатов Архангельской области как юридическое лицо.
18 октября 1990 года по благословению епископа Архангельского и Мурманского Пантелеимона в обитель прибыл первый священник Иоанн Василикив. Спустя 2 года он принял монашеский постриг с именем Иоасаф.
Иеромонах Иоасаф начал восстанавливать обитель практически из руин. За почти 7 лет его управления монастырём были отремонтированы крыши и поставлены новые купола и кресты на Артемиевский храм и Успенский собор, отреставрирован деревянный Ильинский храм, начались восстановительные работы в Казанском храме, отремонтирована трапезная, сделана новая роспись поверх неподдающейся восстановлению старой, в храме Артемия Праведного. Средства на восстановление поступали как от администрации Архангельской области так и помогали в восстановлении обители жители Верколы и другие почитатели отрока Артемия.
В 1994 году патриарх Московский и Всея Руси Алексий II трижды облетел Веркольский монастырь на вертолёте и благословил его с воздуха. Потом Святейший сделал посадку в Суре на родине Иоанна Кронштадтского.
1997 году монастырю окончательно передали игуменский корпус, в котором находилась общеобразовательная веркольская школа, в связи с постройкой здания новой школы в Верколе по ходатайству и хлопотам директора школы Степановой Веры Васильевны и Крутиковой Людмилы Владимировны. Все хозяйственные постройки (хлевы, бани, сараи) были перенесены за пределы территории монастыря.
В монастырь стали приезжать трудники и монахи со всех концов России.

## Монастырь в наши дни
С 2000 года по сегодняшний день настоятелем монастыря является архимандрит Иосиф (Волков)
В 2006 году на средства благотворителей восстановлена часовня праведного отрока Артемия. На Казанском соборе полностью заменена кровля, набрана решётка алтарной части. В проекте паровое или электрическое отопление храмов.
Предпринимаются попытки к реставрации Успенского собора, но за неимением средств дело не продвигается.
Сейчас братия монастыря насчитывает 30 насельников: в монашеском постриге — 11 человек (7 иеромонахов, 2 иеродиакона, 2 монаха). Остальные насельники — рабочие и трудники. Летом количество братии вырастает до 60 человек.
Насельники обители ведут миссионерскую деятельность во всех окрестных селах Пинежского района.
С осени 2000 года в Верколе под покровительством монастыря появилась воскресная школа, существующая и по сей день.

## Престольные праздники
6 июля — день памяти Артемия Веркольского (преставление святого).
5 августа — обретение мощей отрока Артемия.
30 ноября — перенесение мощей Артемия Праведного и основание обители.
Больше всего паломников со всей России приезжает почтить праведного Артемия летом на 6 июля и 5 августа.

## Храмы монастыря
- Храм во имя святого отрока Артемия (построен в 1785—1806 гг.) — Храм с двумя приделами: св. Николая Чудотворца и св. праведного Артемия Веркольского. Ныне в храме находится рака с частицей мощей отрока. Действующий.
- Часовня-храм Артемия Веркольского на Ежемени (построена в 1867 году) — деревянная часовня в полутора километрах от обители рядом с деревушкой Ежемень. Особо почитается у местных жителей. Поставлена на месте преставления отрока Артемия. Полностью обновлена в 2007 году.
- Успенский собор (построен в 1891—1897 гг. по проекту архитектора Р. Р. Марфельда) — самая крупная из построек монастыря. Включает в себя 2 храма: Верхний — Успения Божией Матери; Нижний — Рождества Христова (освящен святым праведным Иоанном Кронштадтским). Недействующий, идут реставрационные работы с 1991 года.
- Церковь во имя Казанской иконы Божией Матери (построен в 1907—1909 гг.) — построена в составе с трехэтажным корпусом с трапезными и братскими кельями. Недействующая, идут реставрационные работы с 1996 года.
- Ильинская Церковь (год постройки неизвестен) — деревянная церковь. Отреставрирована в 1993—1995 годах. Действующая, службы проходят летом.
- Часовня во имя праведного отрока Артемия (построена в 2006 г.) — деревянная часовня, точная копия часовни, стоящей на территории обители в течение четырёх веков, в которой некоторое время хранились мощи святого.
- Храм во имя образа Божией Матери Иверского (построен в 1869—1879 гг.; ныне разрушен до основания) — храм, располагавшийся в высокой колокольне над главными вратами в стене монастыря. В настоящее время не существует.

## Наместники
- иеромонах Рафаил (Макарьин) (1635—?)
- иеромонах Иона (1860—1861)
- архимандрит Феодосий (Орехов) (1861—1885)
- архимандрит Ювеналий (1886—1888)
- игумен Виталий (1888—1900)
- архимандрит Антоний (Постников) (1901 — 10 декабря 1907)[3]
- архимандрит, епископ Варсонофий (Вихвелин) (22 декабря 1907—1917)
- епископ Павел (Павловский) (1917—1919)
- иеромонах Евгений (1917—1918)
- иеромонах Иоасаф (Василикив) (1991—1995)
- иеромонах Алексий (Тетерин) (июль 1995 — май 1996)
- игумен Иоасаф (Василикив) (1996 — 7 марта 1997)
- игумен Варнава (Пермяков) (январь 1998—2000)
- архимандрит Иосиф (Волков) (с августа 2000)